# 西加朗 (吉伦特省)
西加朗（法語：Sigalens）是法国吉伦特省的一个市镇，属于朗贡区（Langon）奥罗县（Auros）。该市镇总面积18.33平方公里，2009年时的人口为333人。

## 人口
西加朗人口变化图示